# Naringenina
La naringenina è un flavanone, un tipo di flavonoide presente in maggior quantità nel pompelmo.  Si ritiene avere un effetto bioattivo sulla salute umana come antiossidante, scavenger dei radicali liberi, anti-infiammatorio, promoter del metabolismo dei carboidrati e modulatore del sistema immunitario.